# Уоррен, Минни
Ха́лда Пирс Уо́ррен Бамп (англ. Huldah Pierce Warren Bump; 2 июня 1849, Мидлборо, Массачусетс, США — 23 июля 1878, там же), более известная как Ми́нни Уо́ррен (англ. Minnie Warren) — лилипутка, выступавшая в труппе американского антрепренёра Финеаса Тейлора Барнума вместе с сестрой Лавинией Уоррен и её мужем-лилипутом Чарльзом Шервудом Стрэттоном по прозвищу Генерал Том-Там («Генерал Мальчик-с-Пальчик»). Была замужем за лилипутом Эдмундом Ньюэллом, также состоявшим в труппе Барнума. Умерла при родах. Похоронена на кладбище Немаскет-хилл (англ. Nemasket Hill) в Мидлборо.
- Лилипут из труппы Ф. Т. Барнума Коммодор Натт[англ.] и Минни Уоррен